# Katolická strana (Belgie)
Katolická strana (francouzsky: Parti catholique; nizozemsky: Katholieke Partij) byla belgická politická strana založená v roce 1869 jako Konfesijně katolická strana (nizozemsky: Confessionele Katholieke Partij).

## Dějiny
V roce 1852 byla v Gentu, v Lovani (1854) a v roce 1858 v Antverpách a Bruselu založena Union Constitutionnelle et Conservatrice, která byla aktivní pouze během voleb. Dne 11. července 1864 byla vytvořena Federace katolických kruhů a konzervativních sdružení (francouzsky: Fédération des Cercles catholiques et des Associations conservatrices; nizozemsky: Verbond van Katholieke Kringen en der Conservatieve Verenigingen).
Další skupinou, která podílela na vedení strany, byla Catholic Cercles. Kongresy v roce 1863, 1864 a 1867 svedly dohromady ultramontanisty a liberální katolíky. Na kongresu v roce 1867 bylo rozhodnuto o vytvoření Ligy katolických kruhů, která byla založena 22. října 1868.
Katolická strana pod vedením Charlese Woesteho získala v roce 1884 absolutní většinu v belgické poslanecké sněmovně. Katolická strana si udržela absolutní většinu až do roku 1918. V roce 1921 se strana stala Katolickou unií a od roku 1936 je nazývána Katolickým blokem.
Na konci druhé světové války, ve dnech 18.–19. srpna 1945 stranu vystřídala PSC-CVP.

## Významní členové
- Auguste Beernaert, Nobelova cena za mír v roce 1909
- Jules de Burlet
- Paul de Smet de Naeyer
- Jules Vandenpeereboom
- Jules de Trooz
- Gustav Sap
- Frans Schollaert
- Charles de Broqueville
- Gérard Cooreman
- Henri Baels

## Volební historie

### Poslanecká sněmovna
- Všeobecné volby v Belgii 1936: 61 mandátů; 27,67 % hlasů
- Všeobecné volby v Belgii 1939: 67 mandátů; 30,38 % hlasů